# 有理曲面
代数幾何学で、有理曲面(rational surface)は射影平面に双有理同値な曲面、すなわち、次元が 2 の有理多様体のことを言う。有理曲面は、複素曲面のエンリケス・小平の分類の中の 10 個の曲面の最も単純なクラスで、最初に研究された曲面であった。

## 構造
すべての非特異有理曲面は、極小有理曲面を繰り返しブローアップ(blowing up)することにより得られる。極小有理曲面は射影平面と r = 0 もしくは、r ≥ 2 のときのヒルツェブルフ曲面 Σr である。
不変量は、多重種数で、全て 0 であり、基本群は自明である。
ホッジダイアモンド:
```
                
1

          
0
          
0

     
0
        
1+n
        
0

          
0
          
0

                
1
```

ここに n は射影平面に対しては、0 であり、ヒルツェブルフ曲面(Hirzebruch surface)に対しては 1 であり、他の有理曲面に対しては 1 よりも大きくなる。
ピカール群は、奇のユニモジュラー格子(unimodular lattice) I1,n である。例外は、偶のユニモジュラ格子 II1,1 のときで、ヒルツェブルフ曲面 Σ2m である。

## カステルヌオボーの定理
グイド・カステルヌオボー(Guido Castelnuovo)は、q と P2（算術種数と第二多重種数(second plurigenus)）とがともに 0 となるような任意の複素曲面は、有理的であることを証明した。これはエンリケス・小平の分類を使い、有理曲面を特定した。Zariski (1958)では、カステルヌオボーの定理が正の標数の体の上でも成立することを証明した。
カステルヌオボーの定理は、任意の単有理性な複素曲面は有理的であることも示した。何故ならば、複素曲面が単有理的であれば不正則数も多重種数も有理曲面により制限されることから、全てゼロとなり、単有理的な曲面は有理的となるからである。次元が 3 もしくはそれ以上の単有理的な複素多様体のほとんどは有理的ではない。標数が p > 0 のとき、Zariski (1958)は単有理的な曲面（ザリスキー曲面(Zariski surface)）で有理的ではない例を見つけた。
当時、q も P1 も両方ともゼロとなる複素曲面が有理的であることは明らかではなかったが、フェデリゴ・エンリケス(Federigo Enriques)によって反例であるエンリケス曲面が発見された。

## 有理曲面の例
- ボロディガ曲面（英語版）(Bordiga surface): 一般の位置にある 10 個の点を通る 4 次曲面により定義される P4 へ埋め込まれた次数 6 の射影平面
- シャテレー曲面（英語版）(Châtelet surface)
- コーブル曲面（英語版）(Coble surface)
- 3次曲面（英語版）(Cubic surface) 非特異な 3次曲面は、6個の点でプローアップした射影平面に同型で、ファノ曲面である。名前を持つ例は、フェルマーの3次曲面（英語版）(Fermat cubic)、ケーレーの3次曲面（英語版）(Cayley cubic surface)、クレブシュの3次曲面（英語版）(Clebsch diagonal surface)がある。
- デルペッゾ曲面（英語版）(del Pezzo surface) （ファノ曲面）
- エネパー曲面（英語版）(Enneper surface)
- ヒルツェブルフ曲面（英語版）(Hirzebruch surface) Σn
- P1×P1 2本の射影直線の積はヒルツェブルフ曲面 Σ0 であり、2つの異なる規則性を持つ唯一の曲面である。
- 射影平面
- セグレ曲面（英語版）(Segre surface) 2つの二次曲面の交叉は、5つの点でブローアップしたシャイ平面に同型
- スタイナー曲面（英語版）(Steiner surface) 射影平面と双有理同値な P4 内の特異点を持つ曲面
- ホワイト曲面（英語版）(White surface) ホルディガ曲面の一般化
- ヴェロネーゼ曲面（英語版）(Veronese surface) 射影平面の P5 への埋め込み

## 参照項目
- 代数曲線のリスト（英語版）(list of algebraic surfaces)